# 2103 Лаверна
2103 Лаверна (2103 Laverna) — астероїд головного поясу, відкритий 20 березня 1960 року.
Тіссеранів параметр щодо Юпітера — 3,167.